# Kercaszomor
Kercaszomor is een plaats (község) en gemeente in het Hongaarse comitaat Vas. Kercaszomor telt 228 inwoners (2001).